# Ekstenzivna rast
Ekstenzivna rast je v ekonomiji rast količine proizvedenih izložkov na podlagi povečane količine uporabljenih vložkov. Nasprotna je intenzivni rasti, ki je rezultat produktivnejše uporabe vložkov. Rast BDP zgolj zaradi povečevanja prebivalstva ali ozemlja bi bila ekstenzivna rast. Taka rast bo verjetno izpostavljena padajočemu donosu. Zato se pogosto šteje, da na dolgi rok ne vpliva na velikosti na prebivalca.
Zanašanje na ekstenzivno rast je lahko na dolgi rok nezaželeno, ker izčrpava vire. Za dolgoročno ohranjanje rasti, zlasti po prebivalcu, je za gospodarstvo zaželena intenzivna rast – npr. izboljševanje tehnike ali organizacije, s čimer se meja proizvodnih možnosti pomika navzven.